# 카타지나 오팔린스카
카타지나 오팔린스카(폴란드어: Katarzyna Opalińska; 1680년 10월 13일 ~ 1747년 3월 19일), 또는 영국 및 프랑스에서 알려진 명칭인 캐서린 오팔린스카는 오팔린스키 가문의 일원이었다. 폴란드의 스타니스와프 레슈친스키와 결혼하여, 두 번 폴란드-리투아니아의 왕비 자리에 올랐고 로렌 공작부인의 작위도 얻었다.

## 생애
카타지나는 백작 얀 카롤 오팔린스키와 조피아 차른코프스카의 딸이었다. 1698년 5월 10일, 카타지나는 후일 로렌 공작, 그리고 짧게 폴란드의 왕이 되는 스타니스와프 레슈친스키와 결혼하였다. 1699년 카타지나는 안나 레슈친스카를 낳았고, 1703년에는 후일 루이 15세의 아내가 되는 마리 레슈친스카를 낳았다.

### 여왕
1704년, 당시 폴란드를 점령하고 있었던 칼 12세에게 후보로 지지받고 있던 스타니스와프가 폴란드의 왕으로 선출되었다. 1704년 11월부터 1705년 7월 사이 칼 12세는 라비츠에 주둔하고 있었고, 폴란드 국왕 부부는 리디치나 성 인근에서 의회를 열었다. 카타지나는 스웨덴 권력자들을 위해 무도회와 가면무도회를 열었고, 라비치에 있던 칼 파이퍼를 방문하였던 크리스티나 파이퍼와 같은 스웨덴 지휘관들의 아내들을 환영했다.

### 망명
1708년 폴란드의 정치적 상황이 불안해지자 스타니스와프는 그단스크에서 슈체친으로 카타지나를 보냈다. 1709년 스웨덴군이 폴란드에서 패배하자 스타니스와프는 왕위에서 쫓겨났고, 칼 12세는 스카니아의 크리스티안스타드에서 망명할 수 있도록 허락했다. 1711년 스타니스와프 부부는 크리스티안스타드에 도착했고, 그곳에서 3년 동안 지냈다.
스웨덴에서 헤드비히 여왕이 스타니스와프 일가를 환영했고, 크리스티안스타드 인근 귀족들 사이에서 인기를 얻었다.  1705년 라비츠에서 만난 크리스티나 파이퍼는 1713년 가을 노르셰핑에서 몇 달 동안 스타니스와프 일가와 함께 지냈다. 1712년 그들은 헤드비히 여왕의 스파였던 메데비를 방문했다. 1714년, 칼 12세는 스타니스와프 일가가 독일 내 스웨덴이 지배하고 있던 츠바이브뤼켄에서 사는 것을 허락했다. 스타니스와프 일가는 1718년 칼 12세가 죽을 때까지 그곳에서 살았다. 카타지나와 딸 마리는 아르비드 호른의 아내 마르가레타 질렌스티에나와 스웨덴에서 친분을 쌓았다.
1718년 칼 12세의 죽음 이후, 스타니스와프 일가는 프랑스 알자스의 비상부르에서 살게 되었다. 그들은 비상부르의 작은 집에서 살았고, 적은 수행원의 봉급도 지불하지 못했으며, 카타지나의 보석은 대금업자가 담보로 가지고 있었다고 전해진다.
캐서린 오팔린스카는 이 시점에서 경제적이면서도 억울해 하는 존재로 묘사되었다. 전하는 바에 따르면 그녀와 스타니스와프와의 관계는 왕실의 지위와 망명 생활에 실망감을 느끼고, 그녀의 장모이자 함께 망명 생활을 했던 안나 레슈친스카와 함께 그 책임을 스타니스와프의 행동 탓으로 돌렸기 때문에 행복하지 않았다고 한다.

### 프랑스
1725년 카타지나의 딸 마리가 프랑스 여왕이 되는 것으로 결정이 되었고, 카타지나는 루이 15세의 장모가 되었다. 결혼 후 카타지나와 스타니스와프는 샹보르성에서 지냈다. 프랑스 의회에서는 여전히 카타지나 부부를 왕과 왕비로 부르고, 그렇게 대했다.
1733년 폴란드 왕위계승전쟁 당시 스타니스와프는 다시 왕좌를 되찾았고, 카타지나는 두 번째로 폴란드 왕비 자리에 올랐다. 1736년 스타니스와프는 왕위에서 물러났고, 그 기간 동안 카타지나는 프랑스에서 망명 생활을 했다.
1737년 스타니스와프는 평생 동안 로렌 공국을 다스리게 되었으며, 스타니스와프는 로렌 공작이 되었다. 카타지나는 남편과 낭시에서 만나 그곳에 정착했다. 그러나 죽을 때까지 카타지나는 왕비의 칭호를 유지했다. 카타지나는 심장 질병과 천식을 앓았고, 그녀는 폴란드에 돌아가는 것에 집착하는 편견을 가진 이로 묘사되었다.
카타지나가 살아있는 동안스타니스와프는 가톨릭 교회와 예수회에 재정적으로 혜택을 주었다고 전해진다. 스타니스와프와는 대조적으로, 캐서린은 프랑스나 로렌에서의 삶에 적응하지 못했지만, 그녀의 유배 생활에 대해 특정한 억울함을 느꼈다. and continued to long for Poland. 카타지나 오팔린스카는 가정적이고 경건하며 자비롭지만, 스타니스와프가 지루하다고 여기는 "따분한" 성격으로 묘사되었다.

### 죽음
카타지나는 1747년 3월 19일 뤼네빌에서 사망했다. 루이 15세는 파리의 노트르담 성당에서 그녀를 기리며 장례식을 했다. 카타지나는 노트르담드봉쉐쿠르에 묻혔으며, 남편의 시신 및 딸의 심장 옆에 안치되었다.

## 같이 보기
- 낭시